# Dalbergia miscolobium
Dalbergia miscolobium är en ärtväxtart som beskrevs av George Bentham. Dalbergia miscolobium ingår i släktet Dalbergia, och familjen ärtväxter. Inga underarter finns listade i Catalogue of Life.

## Bildgalleri

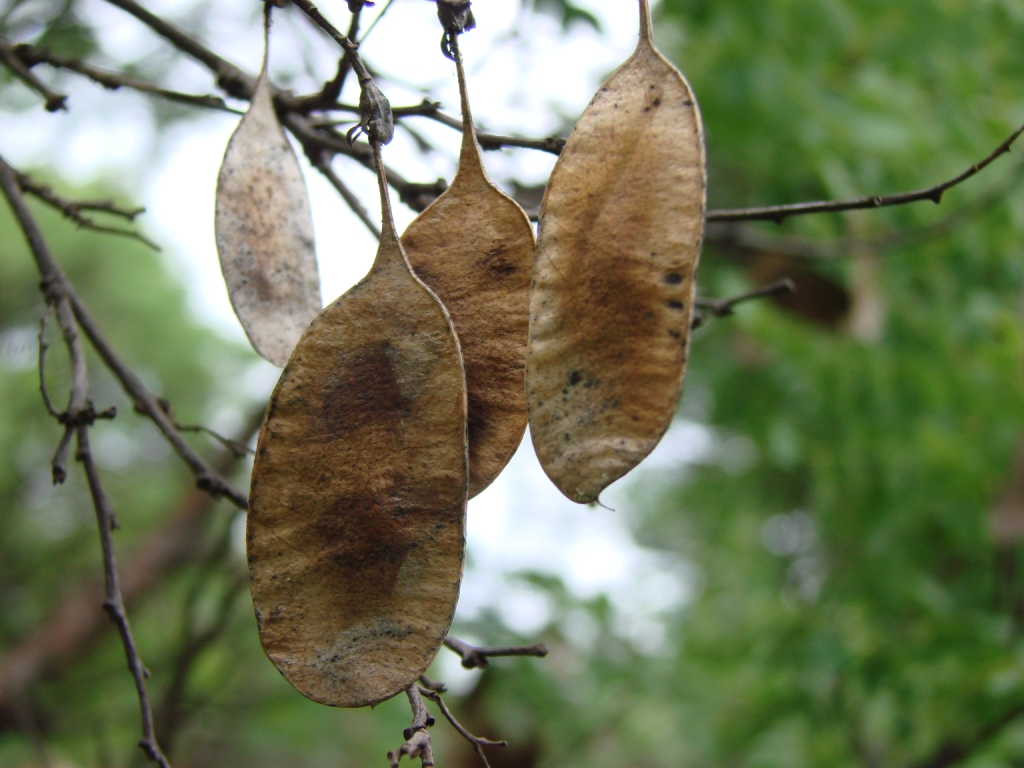